# 陆桥通道
陆桥通道，是中国一条营运中的高速铁路，是中国中长期铁路规划的“八纵八横”高铁主通道的“一横”，由连徐客运专线、郑徐客运专线、郑西客运专线、西宝客运专线、宝兰客运专线和兰新客运专线组成，全长3422公里，连接西北、中原和华东地区。其中连云港至宝鸡时速350公里，宝鸡至乌鲁木齐时速250公里（西安至宝鸡段暂按250km/h运行）。
陆桥通道是新亚欧大陆桥中陇海铁路、蘭新铁路的並行高铁组成部分（但部分路段走向仍不同）。规划初期仅包括徐州~兰州段，并称为徐兰客运专线，后来在2016年国务院的规划中延长至现有的线段。
2021年2月8日，该通道正式全线开通。
2021年6月25日，由CR400AF-C藍本開發的CR400AF-Z智能動車組於陆桥通道鄭州東~西安北段投入營運。

## 具体路线
| 名称         | 区间              | 设计速度 （公里/小時） | 长度 （公里） | 状态   | 开工时间       | 启用时间       | 备注                                                         |
| ------------ | ----------------- | ---------------------- | ------------- | ------ | -------------- | -------------- | ------------------------------------------------------------ |
| 连徐客运专线 | 连云港 – 徐州东   | 350                    | 180           | 已开通 | 2016年11月5日  | 2021年2月8日   |                                                              |
| 郑徐客运专线 | 徐州东 – 郑州东   | 350                    | 362           | 已开通 | 2012年12月26日 | 2016年9月10日  |                                                              |
| 郑西客运专线 | 郑州东 – 西安北   | 350                    | 484           | 已开通 | 2005年9月25日  | 2010年2月6日   | 對應ATO系統，適用對象：CR400AF-Z（與京廣高鐵京鄭段直通運行） |
| 西宝客运专线 | 西安北 – 宝鸡南   | 350                    | 148           | 已开通 | 2009年11月28日 | 2013年12月28日 | 目前运行时速250km/h                                          |
| 宝兰客运专线 | 宝鸡南 – 兰州西   | 250                    | 401           | 已开通 | 2012年10月19日 | 2017年7月9日   |                                                              |
| 兰新客运专线 | 兰州西 – 乌鲁木齐 | 250                    | 1776          | 已开通 | 2009年11月4日  | 2014年12月26日 |                                                              |

## 途经城市
- 江苏省：连云港市、徐州市
- 安徽省：宿州市（砀山）
- 河南省：商丘市、开封市、郑州市、洛阳市、三门峡市
- 陕西省：渭南市、西安市、咸阳市、宝鸡市
- 甘肃省：天水市、定西市、兰州市、酒泉市、玉门市
- 青海省：西宁市
- 新疆维吾尔自治区：哈密市、吐鲁番市、乌鲁木齐市